# Gédéon (Disney)
Pour les articles homonymes, voir Gédéon (homonymie).
Gédéon est un personnage de fiction apparu pour la première fois avec Grand Coquin dans le long métrage d'animation Pinocchio (1940).

## Description
Le chat Gédéon animé par John Lounsbery a une personnalité bien moins subtile que son compère Grand Coquin et est un « mime silencieux d'inaptitude qui appartient à la littérature ancienne et à la tradition visuelle ». L'acteur Mel Blanc avait enregistré des dialogues pour le personnage, seul rôle qu'il ait eu chez Disney avant que celui-ci ne devienne muet à l'instar de Simplet. Seul subsiste un hoquet de Blanc,, autre clin d'œil à Simplet. Le mutisme de Gédéon est justifié par Thomas et Johnston à la fois parce que Grand Coquin parle assez pour les deux et que Simplet a prouvé dans Blanche-Neige qu'on pouvait être efficace sans voix.
Dans une version abandonnée de la séquence Mickey et le Haricot magique de Coquin de printemps (1947), le duo devait être les marchands ayant dupé Mickey à la ville lui vendant des haricots magiques contre sa vache.

## Apparence
Sa condition féline est à l'opposé de celle de Figaro, l'animal de compagnie de Geppetto, les différences les plus marquantes sont dans leur physionomie : Gédéon est aussi grand que Pinocchio, de couleur brun pâle avec un dos brun sombre, une gueule invisible lorsque le visage est au repos et un nez rouge surmontant de grosses babines rondes.